# Euxestonotus priamus
Euxestonotus priamus är en stekelart som beskrevs av Peter Neerup Buhl 1998. Euxestonotus priamus ingår i släktet Euxestonotus och familjen gallmyggesteklar. Inga underarter finns listade i Catalogue of Life.